# Abengibre
Abengibre és un municipi de la província d'Albacete que es troba a 46 km de la capital de la província. El 2020 tenia 761 habitants.
La base econòmica de Abengibre es fonamenta en l'agricultura, especialment en el cultiu de la vinya.